# Real Zaragoza 2017-2018
Questa voce raccoglie le informazioni riguardanti il Real Zaragoza nelle competizioni ufficiali della stagione 2017-2018.

## Stagione
Il Real Zaragoza terminerà la stagione 2017-2018 di Segunda División in 3ª posizione in classifica e verrà eliminata dai play-off promozione dal Numancia.

## Rosa
| N. |                       | Ruolo | Calciatore       |
| -- | --------------------- | ----- | ---------------- |
| 1  | Spagna (bandiera)     | P     | Cristian Álvarez |
| 2  | Spagna (bandiera)     | D     | Alberto Benito   |
| 3  | Spagna (bandiera)     | D     | Ángel Martínez   |
| 4  | Spagna (bandiera)     | D     | Jesús Valentín   |
| 5  | Portogallo (bandiera) | D     | Diogo Verdasca   |
| 6  | Svizzera (bandiera)   | C     | Simone Grippo    |
| 7  | Brasile (bandiera)    | A     | Vinícius Araújo  |
| 8  | Spagna (bandiera)     | C     | Jorge Pombo      |
| 9  | Spagna (bandiera)     | A     | Borja Iglesias   |
| 10 | Spagna (bandiera)     | C     | Javi Ros         |
| 11 | Spagna (bandiera)     | C     | Alain Oyarzun    |
| 12 | Polonia (bandiera)    | C     | Cezary Wilk      |

| N. |                     | Ruolo | Calciatore          |
| -- | ------------------- | ----- | ------------------- |
| 13 | Spagna (bandiera)   | P     | Álvaro Ratón        |
| 14 | Spagna (bandiera)   | C     | Aleix Febas         |
| 15 | Svizzera (bandiera) | C     | Oliver Buff         |
| 16 | Spagna (bandiera)   | C     | Íñigo Eguaras       |
| 17 | Spagna (bandiera)   | D     | Daniel Lasure       |
| 19 | Georgia (bandiera)  | C     | Giorgi Papunashvili |
| 21 | Spagna (bandiera)   | C     | Alberto Zapater     |
| 22 | Spagna (bandiera)   | D     | Julián Delmás       |
| 23 | Spagna (bandiera)   | C     | Gaizka Toquero      |
| 24 | Spagna (bandiera)   | D     | Mikel González      |
| 26 | Spagna (bandiera)   | C     | Raúl Guti           |
| 28 | Brasile (bandiera)  | A     | Raí Nascimento      |